# Mistrovství světa ve veslování 1997

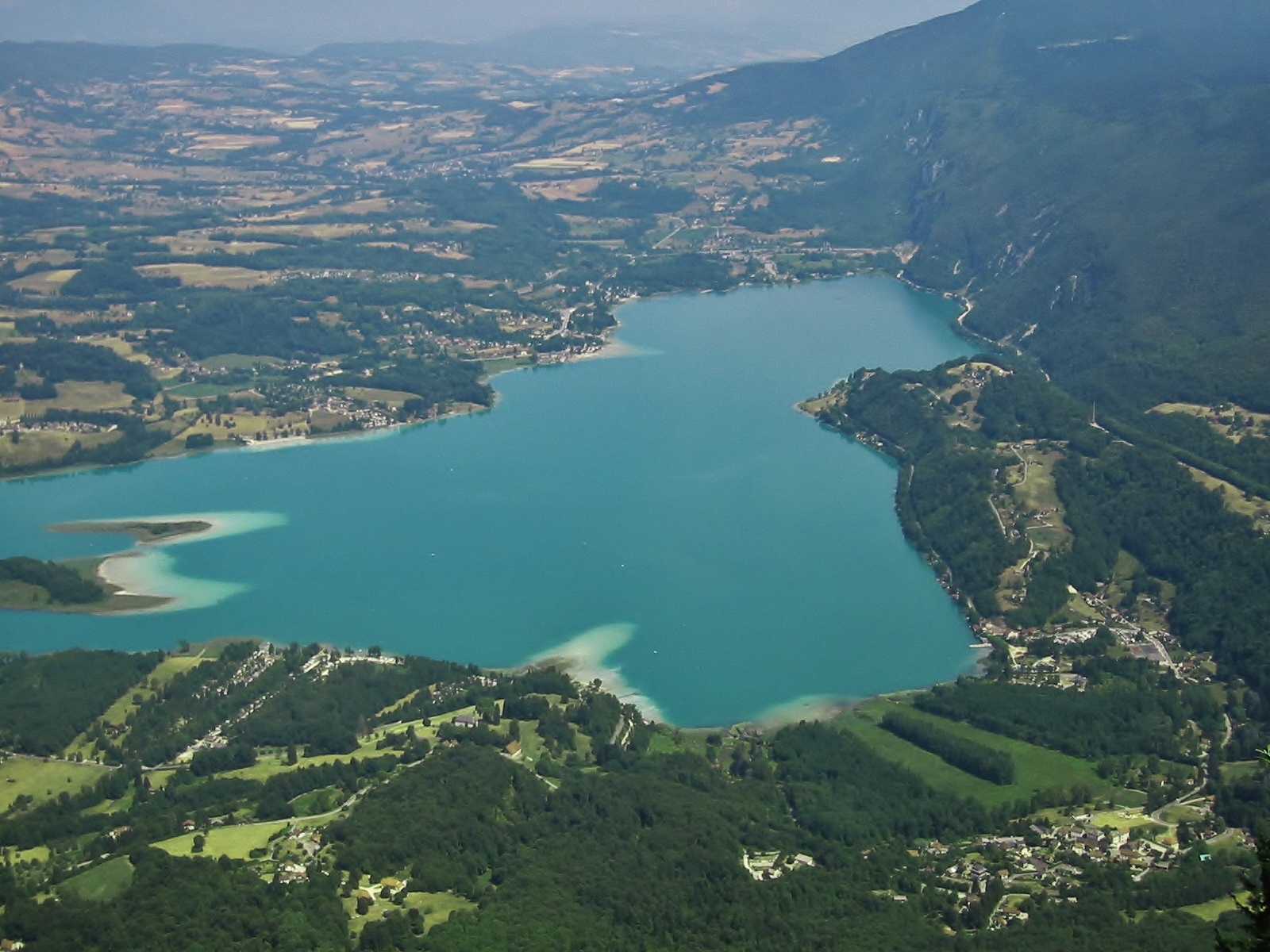
Jezero Lac d'Aiguebelette, dějiště šampionátu

Mistrovství světa ve veslování 1997 byl v pořadí 26. šampionát konaný mezi 31. srpnem a 7. zářím 1997 na jezeře Lac d'Aiguebelette v Savojsku ve Francii.
Každoroční veslařská regata trvající jeden týden je organizována Mezinárodní veslařskou federací (International Rowing Federation; FISA) obvykle na konci léta severní polokoule. V neolympijských letech představuje mistrovství světa vyvrcholení mezinárodního veslařského kalendáře a v roce, jenž předchází olympijským hrám, představuje jejich hlavní kvalifikační událost. V olympijských letech pak program mistrovství zahrnuje pouze neolympijské disciplíny.

## Medailové pořadí
| Pořadí | Země               | Zlato | Stříbro | Bronz | Celkem |
| ------ | ------------------ | ----- | ------- | ----- | ------ |
| 1      | Německo            | 5     | 3       | 3     | 11     |
| 2      | USA                | 4     | 1       | 1     | 6      |
| 3      | Dánsko             | 2     | 3       | 1     | 6      |
| 4      | Francie            | 2     | 3       | 0     | 5      |
| 4      | Itálie             | 2     | 3       | 0     | 5      |
| 6      | Spojené království | 2     | 2       | 4     | 8      |
| 7      | Austrálie          | 2     | 1       | 2     | 5      |
| 8      | Rumunsko           | 1     | 3       | 3     | 7      |
| 9      | Kanada             | 1     | 2       | 1     | 4      |
| 10     | Švýcarsko          | 1     | 1       | 0     | 2      |
| 11     | Bělorusko          | 1     | 0       | 0     | 1      |
| 11     | Polsko             | 1     | 0       | 0     | 1      |
| 13     | Irsko              | 0     | 1       | 1     | 2      |
| 14     | Norsko             | 0     | 1       | 0     | 1      |
| 15     | Švédsko            | 0     | 0       | 2     | 2      |
| 15     | Ukrajina           | 0     | 0       | 2     | 2      |
| 17     | Česko              | 0     | 0       | 1     | 1      |
| 17     | Řecko              | 0     | 0       | 1     | 1      |
| 17     | Nizozemsko         | 0     | 0       | 1     | 1      |
| 17     | Rusko              | 0     | 0       | 1     | 1      |
| Celkem | Celkem             | 24    | 24      | 24    | 72     |

## Přehled medailí

### Mužské disciplíny
| Disciplína                      | Zlato | Čas     | Stříbro | Čas     | Bronz | Čas     |
| Skif M1x                        | USA Jamie Koven | 6:44,86 | Německo André Willms | 6:47,49 | Spojené království Greg Searle | 6:47,57 |
| Dvojskif M2x                    | Německo Andreas Hajek Stephan Volkert | 6:13,35 | Norsko Steffen Størseth Kjetil Undset | 6:14,98 | Austrálie Duncan Free Marcus Free | 6:16,05 |
| Párová čtyřka M4x               | Itálie Agostino Abbagnale Giovanni Calabrese Alessandro Corona Rossano Galtarossa                                                                | 5:42,50 | Německo Jens Burow Marco Geisler Marcel Hacker Stefan Röhnert                                                                                 | 5:45,88 | Ukrajina Oleh Lykov Oleksandr Marčenko Leonid Šapošnikov Oleksandr Zaskalko                                                                | 5:46,11 |
| Dvojka s kormidelníkem M2+      | USA Nicholas Anderson Scott Fentress Jordan Irving (k)                                                                                           | 6:56,30 | Austrálie David Cameron Nick Mcdonald-Crowley David Colvin (k)                                                                                | 6:56,36 | Řecko Georgios Fotou Konstantinos Kariotis Lampros Rizos (k)                                                                               | 6:57,62 |
| Dvojka bez kormidelníka M2-     | Francie Michel Andrieux Jean-Christophe Rolland                                                                                                  | 6:27,69 | Itálie Lorenzo Carboncini Mattia Trombetta | 6:31,51 | USA Adam Holland Edward Murphy | 6:32,10 |
| Čtyřka s kormidelníkem M4+      | Francie Antoine Béghin Vincent Maliszewski Bernard Roche Laurent Béghin Christophe Lattaignant (k)                                               | 6:04,17 | Itálie Giuliano De Stabile Rosario Gioia Francesco Mattei Mario Palmisano Gaetano Iannuzzi (k)                                                | 6:05,98 | Spojené království Ed Coode Mark Johnson Garry McAdams Steve Trapmore David Chung (k)                                                      | 6:09,80 |
| Čtyřka bez kormidelníka M4-     | Spojené království James Cracknell Tim Foster Matthew Pinsent Steve Redgrave                                                                     | 5:52,40 | Francie Gilles Bosquet Daniel Fauche Olivier Moncelet Bertrand Vecten                                                                         | 5:56,34 | Rumunsko Dorin Alupei Claudiu Marin Cornel Nemtoc Florian Tudor                                                                            | 5:57,10 |
| Osma M8+                        | USA Christian Ahrens Sebastian Bea Philip Henry Robert Kaehler Garrett Miller Timothy Richter Michael Wherley Robert Cummins Peter Cipollone (k) | 5:27,20 | Rumunsko Valentin Robu Florin Corbeanu Viorel Talapan Florian Tudor Claudiu Marin Andrei Banica Cornel Nemtoc Dorin Alupei Marin Gheorghe (k) | 5:27,76 | Austrálie Robert Walker Geoffrey Stewart Alastair Gordon David Porzig James Stewart Daniel Burke Drew Ginn Richard Wearne David Colvin (k) | 5:28,14 |
| Skif LV LM1x                    | Dánsko Karsten Nielsen | 6:57,16 | Švýcarsko Michael Bänninger | 6:59,62 | Česko Tomáš Kacovský | 7:00,92 |
| Dvojskif LV LM2x                | Polsko Tomasz Kucharski Robert Sycz | 6:14,57 | Itálie Michelangelo Crispi Leonardo Pettinari                                                                                                 | 6:15,98 | Německo Ingo Euler Bernhard Rühling | 6:18,38 |
| Párová čtyřka LV LM4x           | Itálie Stefano Basalini Paolo Pittino Franco Sancassani Massimo Guglielmi                                                                        | 5:50,68 | Německo Markus Baumann Oliver Ibielski Alexander Lutz Frank Mager                                                                             | 5:52,90 | Irsko John Armstrong Neal Byrne Brendan Dolan Emmet O'Brien                                                                                | 5:55,04 |
| Dvojka bez kormidelníka LV LM2- | Švýcarsko Mathias Binder Beni Schmidt | 6:32,81 | Irsko Neville Maxwell Tony O'Connor | 6:33,51 | Dánsko Jeppe Jensen Kollat Jacob Nielsen                                                                                                   | 6:34,11 |
| Čtyřka bez kormidelníka LV LM4- | Dánsko Eskild Ebbesen Thomas Ebert Victor Feddersen Thomas Poulsen                                                                               | 5:54,35 | Francie Xavier Dorfman Yves Hocdé Frederic Pinon Laurent Porchier                                                                             | 5:54,91 | Německo Roland Händle Jan Herzog Marcus Mielke Martin Weiß                                                                                 | 5:57,87 |
| Osma LV LM8+                    | Austrálie Darren Balmforth Jon Berney Simon Burgess Alastair Isherwood Rob Mitchell Bob Richards Michael Wiseman Tim Wright Brett Hayman (k)     | 5:40,00 | Spojené království Phil Baker James Brown Jim Hartland Alex Henshilwood Jason Keys Dave Lemon Jim Mcniven Ben Webb John Deakin (k)            | 5:40,03 | Kanada Jon Beare Chris Davidson Jeff Lay Graham Mclaren Anthony Shearing Ben Storey Bryan Thompson Edward Winchester Chris Taylor (k)      | 5:40,91 |

### Ženské disciplíny
| Disciplína                      | Zlato | Čas     | Stříbro | Čas     | Bronz | Čas     |
| Skif W1x                        | Bělorusko Jekatěrina Karstenová | 7:29,30 | Dánsko Trine Hansenová | 7:30,73 | Švédsko Maria Brandinová | 7:31,39 |
| Dvojskif W2x                    | Německo Kathrin Boronová Meike Eversová | 6:51,07 | Spojené království Miriam Battenová Gillian Lindsay | 6:48,82 | Rumunsko Liliana Gafencuová Viorica Susanuová | 6:50,16 |
| Párová čtyřka W4x               | Německo Kathrin Boronová Kerstin Köppenová Manuela Lutzeová Jana Thiemeová                                                                                      | 6:16,15 | Dánsko Ulla Hansenová Wernerová Sarah Lauritzenová Dorthe Pedersenová Stinne Petersenová | 6:19,35 | Ukrajina Inna Frolovová Svitlana Mazii Dina Miftachutdinovová Olena Ronžynová-Morozovová                                                                                  | 6:20,16 |
| Dvojka bez kormidelnice W2-     | Kanada Alison Kornová Emma Robinsonová | 7:08,09 | Rumunsko Veronica Cochelea Georgeta Damianová | 7:14,77 | Rusko Albina Ligačovová Vera Počitajevová | 7:17,10 |
| Čtyřka bez kormidelnice W4-     | Spojené království Alex Beeverová Lisa Eyre Elizabeth Henshilwoodová Sue Walkerová                                                                              | 6:40,30 | Rumunsko Doina Ignatová Ioana Olteanu Doina Spircu-Craciunová Anca Tanase | 6:41,13 | Německo Anna Coenenová Pia Coenenová Kristina Erbe Elke Hiplerová | 6:45,70 |
| Osma W8+                        | Rumunsko Georgeta Damianová Viorica Susanuová Ioana Olteanu Angela Cazacová Liliana Gafencuová Veronica Cochelea Doina Ignatová Anca Tanase Elena Georgescu (k) | 6:02,40 | Kanada Buffy-Lynne Williamsová-Alexanderová Laryssa Biesenthalová Jessica Goninová Alison Kornová Emma Robinsonová Dorota Urbaniaková Kristen Wallová Kubet Westonová Lesley Thompsonová-Willieová (k) | 6:07,18 | Spojené království Alex Beeverová Lisa Eyre Katherine Graingerová Elizabeth Henshilwoodová Elise Lavericková Sue Walkerová Rachel Woolf Francesca Zino Suzie Ellisová (k) | 6:10,00 |
| Skif LV LW1x                    | USA Sarah Garnerová | 7:38,39 | Francie Bénédicte Dorfmanová-Luzuyová | 7:42,48 | Švédsko Kristina Knejpová Christenssonová | 7:46,98 |
| Dvojskif LV LW2x                | Německo Angelika Brandová Michelle Darvillová | 7:00,93 | Dánsko Lene Anderssonová Anna Hellebergová | 7:01,77 | Rumunsko Angela Alupei Camelia Macoviciucová | 7:03,86 |
| Párová čtyřka LV LW4x           | Německo Christiane Brandová Nicole Faustová Christine Morawitzová Gunda Reimersová                                                                              | 6:36,63 | Kanada Nathalie Benzingová Brie Ellardová Renata Trocová Samara Walbohmová | 6:37,16 | Nizozemsko Hedi Pootová Brechtje van Eijcková Sigrid Winkelhuisová Floortje van Eijcková                                                                                  | 6:39,38 |
| Dvojka bez kormidelnice LV LW2- | Austrálie Eliza Blairová Justine Joyce | 7:18,32 | USA Michelle Borkhuisová Linda Muri | 7:20,34 | Spojené království Caroline Hobsonová Malindi Myersová | 7:23,97 |